# Mounts-Banahaw-San-Cristobal-Nationalpark
Der Mounts Banahaw-San-Cristobal Nationalpark liegt an der Grenze der beiden Provinzen Laguna und Quezon auf der Insel Luzon in den Philippinen. Er erstreckt sich auf einer Fläche von 11.325 Hektar und wurde mit Inkrafttreten der Präsidentenerlasse 716 vom 21. Mai 1941 und Nr. 75 vom 9. August 1966 eingerichtet. Er wird im Nipas Gesetz von 1992 als ein geschütztes Landschaftsschutzgebiet vorgeschlagen und im Jahre 2009 bestätigt. Seitdem firmiert er offiziell als Mts. Banahaw - San Cristobal Protected Landscape (MBSCPL). Die Gemeinden Dolores, Sariaya, San Pablo City und Tayabas City liegen teilweise auf dem Gelände des Nationalparks.

## Geographie
Der Nationalpark erstreckt sich um die beiden einzeln stehenden Vulkane Banahaw, Höhe 2169 Meter, und San Cristobal mit einer Höhe von 1470 Metern über dem Meeresspiegel. Durch die vulkanische Tätigkeit liegen einige Attraktionen wie die San Pablo-Tiaong hot/warm Springs, Bakia warm/cold Springs, Sampaloc warm Springs, Mainit hot/warm Springs und Cagsiay hot/warm Springs oder die Kraterseen im Süden der Gemeinde Dolores, den Dagatan- und Ticab See, im Gebiet des Nationalparks.

## Flora
Um den Banahaw liegen die größten geschlossenen Wälder in der Provinz Laguna, es handelt sich dabei um Flachlandregenwald, der sich bis in eine Höhe von 900 Metern erstreckt, darüber wächst ein Bergregenwald der sich bis in die Gipfelregionen erstreckt. In den niedrigeren Höhen finden sich auch Kokosnusspalmen-Plantagen, die mit anderen Fruchtbäumen durchsetzt sind. Der Flachlandregenwald wird aber bedroht durch die Brandrodungen in diesem Gebiet. Die den Nationalpark umgebenden Gebiete sind stark Landwirtschaftlich genutzt.

## Fauna
Es leben im Nationalpark viele endemische Tierarten wie die seltenen Kurznasenflughunde der Arten Fischer-Kleinflughund (Haplonycteris fischeri) und Luzon-Kleinflughund (Otopteropus cartilagonodus), die aus der Familie der Altweltmäuse stammende Kleine Luzon-Waldmaus (Apomys microdon), die Nasenratte und nur in diesem Nationalpark vorkommende Mount-Banahaw-Nasenratte (Rhynchomys banahao) und das größte Säugetier, das Philippinische Pustelschwein (Sus philippensis).
Im Nationalpark leben unter anderem die endemischen Bergwaldfrösche Platymantis montanus, der Naomi Waldfrosch Platymantis naomii, Platymantis banahao, Platymantis mimulus, Philautus surdus und das Reptil Sphenomorphus steerei, vier weitere Froscharten harren noch einer wissenschaftlichen Beschreibung. Des Weiteren gedeihen im Nationalpark eine Vielzahl einzigartiger Palmenarten, Farne und Blütenpflanzen wie der Aglaia banahaensis, der Rafflesia bud und der nach verfaulendem Fleisch riechenden Rafflesia banahawensis.
Der Nationalpark ist ein wichtiger Lebensraum für die Mindorodrossel (Zoothera cinerea), den Streifenuhu (Bubo philippensis), den Rotsteißkakadu (Cacatua haematuropygia), die Blutschwingen-Fruchttaube (Ptilinopus marchei) und den Affenadler (Pithecophaga jefferyi).

## Kultur
Der Mounts Banahaw-San-Cristobal Nationalpark ist ein beliebtes Ausflugsziel für Touristen, aber noch viel mehr für die christliche Bevölkerung der Philippinen. Die beiden Berge Banahaw und San Cristobal stellen im volkstümlichen Glauben das Gute und das Böse dar. Daher ist die Region ein wichtiges spirituelles Zentrum der Philippinen. Der Banahaw ist in dieser Glaubensvorstellung der "heilige Berg" und der San Cristobal symbolisiert den "Teufelsberg". Alle christlichen Konfessionen auf den Philippinen haben um die Berge ein Heiligtum eingerichtet, zu denen die heimische Bevölkerung an besonderen Festtagen pilgert. Der Nationalpark liegt ca. 80 km südöstlich von Manila und ist erreichbar über den Marhalika Highway und den South Luzon Expressway.